# Pitt’s India Act
Der Pitt’s India Act, benannt nach dem damaligen britischen Premierminister William Pitt, bezeichnet ein 1784 erlassenes Gesetz des Britischen Parlaments, das die Verwaltung der Britischen Ostindien-Kompanie der britischen Regierung unterstellte. Es war notwendig geworden, um den aus dem East India Company Act (auch Regulating Act) von 1773 resultierenden Mängeln zu begegnen. Der Pitt’s India Act schuf die Voraussetzungen zur Schaffung einer Kontrollinstanz und einer Koordination von Handelsgesellschaft und Krone.

## Hintergrund
1773 war die Britische Ostindien-Kompanie in finanzielle Schwierigkeiten geraten und suchte Hilfe bei der britischen Regierung. Angesichts von Korruption und Vetternwirtschaft unter den Vertretern der Handelsgesellschaft in Indien hatte die britische Regierung 1773 das Regulierungsgesetz zur Kontrolle der Aktivitäten der Britischen Ostindien-Kompanie erlassen. Das Gesetz schuf ein System, das die Aktivitäten der Britischen Ostindien-Kompanie kontrollierte und regulierte, ohne selbst Macht auszuüben. Es zementierte gleichwohl innerhalb einiger Jahre bestimmte Fehlstrukturen, bis die britische Regierung entschied, eine aktivere Rolle in den Angelegenheiten der Company zu übernehmen.

## Der India Act (1784)
Es erfolgte die Konstitution einer sechsköpfigen Kontrollbehörde, die aus zwei Mitgliedern des britischen Kabinetts und vier Mitgliedern des Kronrats bestand. Die Behörde unterstand einem Präsidenten, der bald der faktische Minister der Britischen Ostindien-Kompanie wurde. Sie hatte Vollmacht und Kontrolle über sämtliche Gesetze und Vorgänge bezüglich der zivilen, militärischen und wirtschaftlichen Angelegenheiten der Company. Der Regierungsrat der Kompanie wurde auf drei Mitglieder verkleinert, der Generalgouverneur hingegen mit dem Vetorecht ausgestattet. Den Gouverneuren von Bombay und Madras entzog man ihre Unabhängigkeit. Bengalen wurde mit mehr Macht in Kriegs-, Wirtschafts- und Politikangelegenheiten ausgestattet, so dass es allmählich zur Verwaltungshauptstadt der Kompanie-Besitzungen in Indien aufstieg. Durch einen Gesetzeszusatz 1786 wurde Lord Cornwallis zum zweiten Generalgouverneur ernannt und später der faktische Herrscher Britisch-Indiens unter der Macht der Kontrollbehörde und der Generalversammlung. 